# Bow Down
Bow Down – debiutancki album amerykańskiej grupy hip-hopowej Westside Connection. Płyta wydana została w 1996 roku. Album osiągnął status platyny.

## Lista utworów
| Nr | Tytuł                                                             | Producent               | Czas |
| -- | ----------------------------------------------------------------- | ----------------------- | ---- |
| 1  | "World Domination" (Intro)                                        | *Interlude*             | 1:16 |
| 2  | "Bow Down"                                                        | Bud’da                  | 3:27 |
| 3  | "Gangstas Make the World Go Round"                                | Ice Cube, Cedric Samson | 4:33 |
| 4  | "All the Critics in New York"                                     | Binky, Ice Cube         | 5:35 |
| 5  | "Do You Like Criminals?"                                          | Bud’da                  | 5:01 |
| 6  | "Gangstas Don't Dance" (Insert)                                   | *Interlude*             | 0:22 |
| 7  | "The Gangsta, the Killa and the Dope Dealer"                      | Bud’da                  | 4:11 |
| 8  | "Cross 'Em Out and Put a K"                                       | Bud’da                  | 4:56 |
| 9  | "King of the Hill"                                                | QDIII                   | 4:17 |
| 10 | "3 Time Felons"                                                   | Bud’da                  | 5:10 |
| 11 | "Westward Ho"                                                     | QDIII                   | 5:12 |
| 12 | "The Pledge" (Insert)                                             | *Interlude*             | 0:14 |
| 13 | "Hoo-Bangin’ (WSCG Style)" (gościnnie The Comrads i Allfrumtha I) | Ice Cube                | 3:58 |